# Austrostelis zebrata
Austrostelis zebrata är en biart som först beskrevs av Carlos Schrottky 1905.  Austrostelis zebrata ingår i släktet Austrostelis och familjen buksamlarbin. Inga underarter finns listade i Catalogue of Life.